# 欧旺堂区

聖巴泰勒米堂区和街区地图，编号21—40的区域为欧旺堂区管辖的街区。

欧旺堂区（法語：Au Vent，發音：[o vɑ̃]，意为“向风”）是法国在加勒比海的海外集体圣巴泰勒米的2个堂区之一（另一个是苏勒旺堂区），管辖圣巴泰勒米东部的20个街区。